# Abantiades latipennis
Abantiades latipennis, conocida como polilla Pindi, es una especie de polilla de la familia Hepialidae. También puede denominarse polilla veloz o polilla fantasma, ya que es un nombre común asociado a los Hepialidae. Endémica de Australia e identificada en 1932, es más poblada en los bosques templados húmedos donde predominan los eucaliptos, ya que las larvas se alimentan principalmente de las raíces de estos árboles. Las hembras ponen los huevos durante el vuelo de forma dispersa. Las larvas viven más de dieciocho meses bajo tierra, mientras que las polillas adultas sobreviven aproximadamente una semana, ya que no tienen aparato bucal con el que alimentarse. Son presa de varios depredadores, como murciélagos y búhos. De color marrón en general, los machos son más pálidos y las barras plateadas que identifican las alas de los machos son más prominentes que las de las hembras, con márgenes oscuros. Los machos adultos suelen ser más pequeños.
Se ha demostrado que las prácticas de tala establecidas favorecen a la polilla pindi, y podrían llevar a considerarla una plaga debido a la proliferación oportunista de la especie. Los daños causados a los árboles de los que se alimenta pueden considerarse importantes.

## Taxonomía y denominación
Abantiades latipennis es una de las catorce especies identificadas actualmente dentro del género Abantiades, todas las cuales se encuentran exclusivamente en Australia. La especie fue descrita por primera vez en 1932 por Norman Tindale, entomólogo y antropólogo australiano. Tindale describió la especie con su nombre actual, pero no proporcionó la etimología del epíteto específico latipennis. Basó la descripción de la especie en especímenes de Lorne (incluidos el macho holotipo y la hembra alotipo), Pomonal y Mount Mistake (en el Langi Ghiran State Park), Victoria, y de Zeehan, Eaglehawk Neck y Launceston, Tasmania.
Como miembro de la familia Hepialiade, A. latipennis se considera filogenéticamente primitiva, ya que posee varias características que indican un desarrollo evolutivo anterior. El yugum en las alas delanteras del adulto es un mecanismo arcaico de acoplamiento de las alas; otras características primitivas incluyen, como adultos, la falta de piezas bucales, gran espacio entre las alas delanteras y traseras, y la disposición de los genitales femeninos.

## Distribución y hábitat
A. latipennis es endémica de la región de Australasia. Más concretamente, las polillas habitan en Nueva Gales del Sur, Tasmania, Victoria y el Territorio de la Capital Australiana. Al igual que otras especies de Abantiades, el hábitat de la polilla es la selva tropical templada, tanto primaria como secundaria. Durante su fase larvaria, la polilla se alimenta de las raíces de los árboles, y se cree que su prosperidad tiene un impacto económico en la industria maderera.

## Ciclo de vida y comportamiento
Las polillas hembras «ponen» sus huevos esparciéndolos durante el vuelo; se liberan hasta 10.000 huevos a la vez. Las larvas eclosionan de los huevos en la hojarasca del suelo del bosque y comienzan a cavar túneles en busca de raíces hospedadoras adecuadas. Aún se desconoce el número de estadios y la duración de la fase larvaria, pero las observaciones de campo sugieren una fase larvaria de más de dieciocho meses.

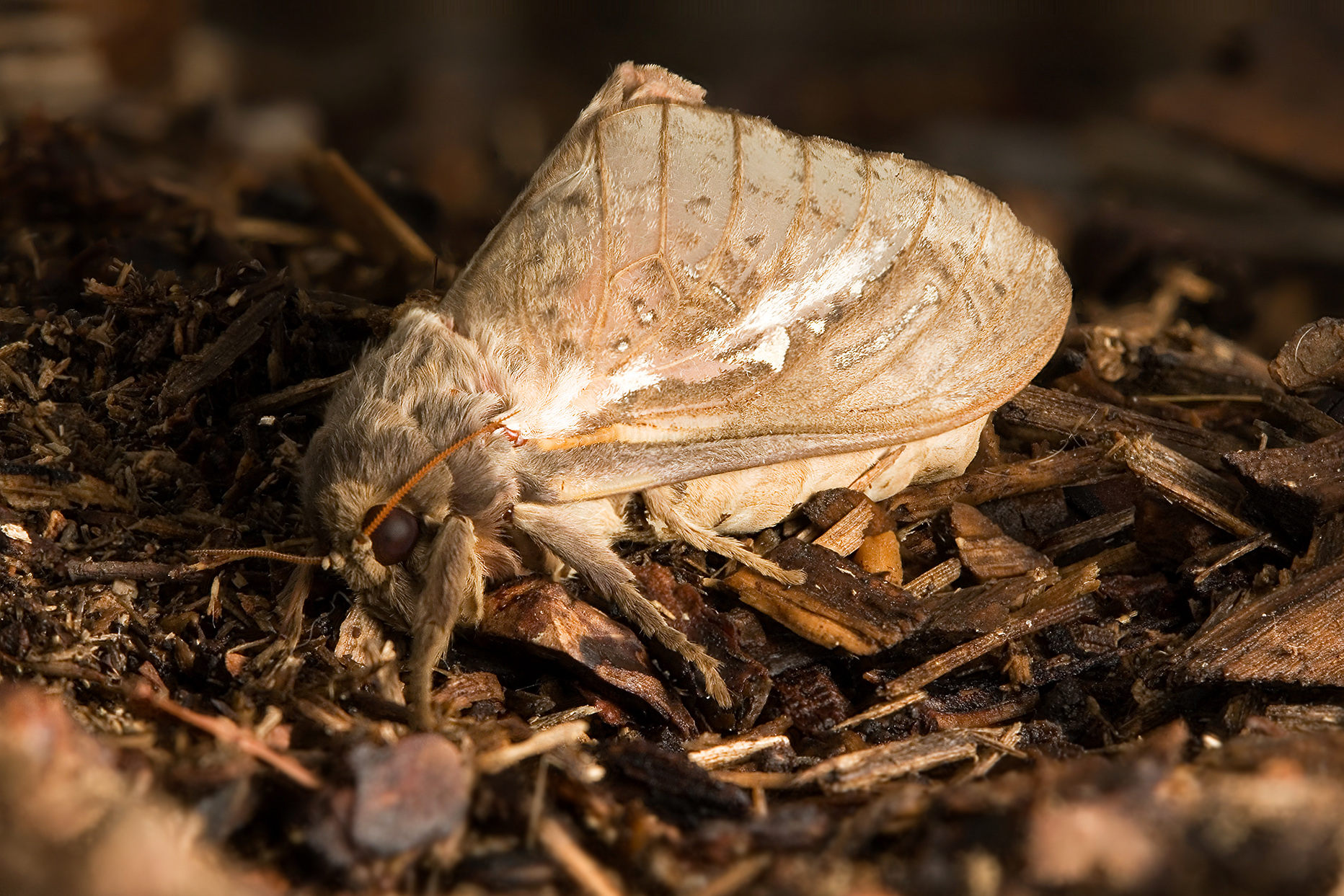
Un Abantiades latipennis adulta, posiblemente una hembra, fotografiado en Austins Ferry, Tasmania.

Las larvas fitófagas de A. latipennis se alimentan principalmente de los sistemas radiculares de dos especies de árboles, Eucalyptus obliqua  y Eucalyptus regnans. Ambas especies están presentes en los bosques antiguos y son dominantes en los bosques de rebrote, lo que contribuye al éxito de la polilla en su propio hábitat. Formando túneles simples y verticales, forrados de seda, las orugas son subterráneas antes y durante la pupación, emergiendo para su metamorfosis. Las entradas de los túneles, de 6 a 10 milímetros de diámetro, están cubiertas de telarañas de seda y hojarasca, y pueden tener hasta 60 centímetros de profundidad, aunque lo más habitual es que la profundidad sea de 12 a 35 cm.
Al masticar las raíces pivotantes y laterales de los árboles, las orugas se alimentan del crecimiento del cambium, producido por el árbol en el lugar de la lesión. Las larvas pueden ceñir una raíz, causando así su muerte, o las lesiones pueden ser sólo parciales, permitiendo que la raíz siga funcionando, aunque con cierta deformidad.
El hábitat subterráneo de las larvas suele protegerlas de la depredación, pero a veces son parasitadas por moscas taquínidas. Se han descubierto larvas parasitoides del taquínido Rutilotrixa diversa, normalmente hospedadas por escarabajos, que infectan a A. latipennis.
Los adultos de A. latipennis son crepusculares y los machos se sienten muy atraídos por las luces, formando leks al anochecer, sobre todo después de las lluvias de otoño y finales de verano. Las hembras utilizan feromonas para atraer a los machos para el apareamiento. Como especie primitiva, carecen de aparato bucal en la edad adulta, por lo que no pueden alimentarse. Su vida como criaturas aladas es comprensiblemente corta, de aproximadamente una semana, salvo depredación. Los depredadores suelen ser murciélagos, búhos y zarigüeyas, aunque otros animales, desde arañas hasta gatos, las consumen ocasionalmente y contribuyen a la breve vida de las polillas metamorfoseadas.

## Ecología
Como parte de un estudio para medir el impacto que la práctica de la tala rasa tiene en la biodiversidad del valle de Weld, en Tasmania, se descubrió que A. latipennis era una de las pocas especies que prosperaban en los bosques de rebrote que habían sido previamente talados. Un estudio anterior, realizado en otras regiones del sur de Tasmania, examinó la relación entre la polilla y Eucalyptus regnans y E. obliqua y llegó a la misma conclusión. El hábito de excavar túneles y alimentarse de las larvas de A. latipennis en las raíces de estas dos especies de eucalipto es el principal responsable de su abundancia en los bosques talados, ya que los árboles son el típico rebrote de las zonas taladas. Este éxito también puede deberse en parte a que la oruga no depende de la vegetación en descomposición, una característica del género Abantiades y diferente de otros géneros de Tasmania, como Eudonia y Barea, a los que no les ha ido tan bien en los bosques talados.

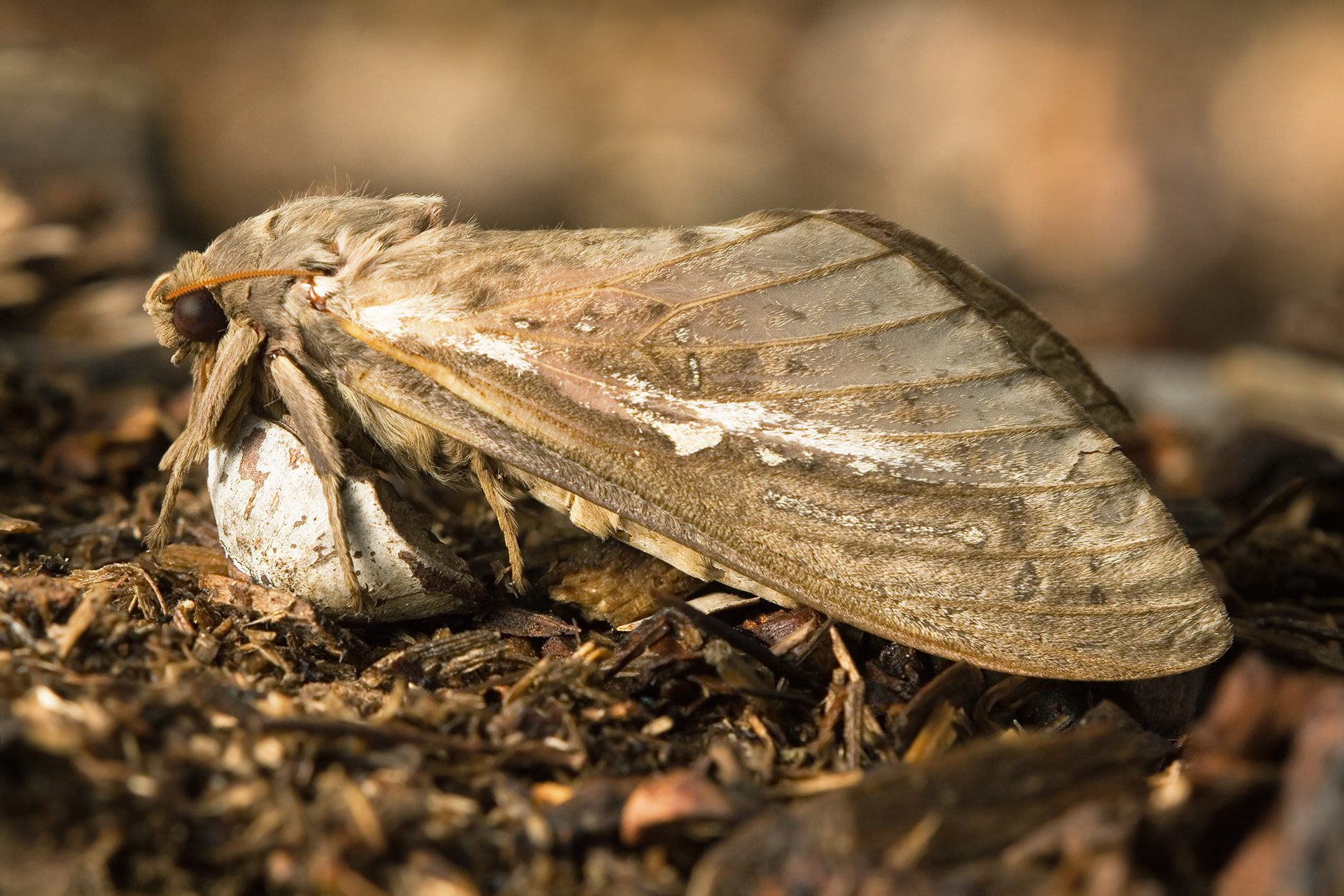
Abantiades latipennis adulta

Las copas de los eucaliptos infectados por A. latipennis no han mostrado ningún indicio consistente de alteración radicular, y la mayoría de los árboles estudiados parecen sanos y de tamaño medio para un bosque secundario. E. regnans y E. obliqua han mostrado un crecimiento lento en los rodales de rebrote, pero esta tendencia se ha atribuido a una importante competencia de raíces y copas. Algunos árboles parecían cloróticos (un efecto amarillento en las plantas, causado por una reducción de la clorofila), pero esto no era un indicador fiable de la infestación de las raíces, y puede ser el resultado de otras influencias. Las prácticas de tala rasa bien establecidas en Tasmania podrían exacerbar el favorecimiento de esta especie, y su proliferación podría provocar grandes daños en los eucaliptos y problemas de plagas, aunque el efecto potencial de esta amenaza está aún por determinar.
Las lesiones en las raíces causadas por la alimentación de las larvas proporcionan lugares ideales para el establecimiento de hongos causantes de la podredumbre de las raíces, una vez que las larvas abandonan el sistema radicular para pupar. Se ha observado que en las zonas de las raíces dañadas por la alimentación florece Armillaria sp. en las lesiones. En casos más raros, también se encontró el patógeno Perenniporia medulla-panis atacando las raíces en los lugares dañados. Se observaron otros casos de pudrición y decoloración, pero se atribuyeron a microorganismos no identificados.

## Morfología e identificación
Las larvas de A. latipennis varían de tamaño y color durante su crecimiento, pero pueden agruparse en pequeñas y grandes. Las orugas pequeñas suelen medir 12 milímetros (0,47 pulgadas) y son de color gris lechoso, con una cápsula cefálica marrón claro de unos 3 mm (0,12 pulgadas) de ancho. Las orugas grandes pueden ser de color gris lechoso o marrón verdoso oscuro, de 60 a 90 milímetros de largo, con una cápsula marrón de 6 a 9 milímetros de ancho.
Las hembras son más grandes que los machos, y la envergadura del macho adulto es de aproximadamente 80 mm (3,1 pulgadas). Un ejemplar hembra recogido en 1979 tenía una envergadura de 108 mm (4,3 pulgadas), pero Tindale registró una envergadura de 150 mm (5,9 pulgadas) en 1932. Las alas anteriores de machos y hembras presentan barras de color blanco plateado, aunque las de los machos son más prominentes y con márgenes oscuros. El color del cuerpo de la hembra suele ser marrón más oscuro que el marrón pálido del macho, como señaló Tindale, aunque en 1979 se recogió una hembra de color marrón grisáceo.
Los Hepialidae tienen antenas cortas y pectinadas e, inusualmente primitivos para los lepidópteros, carecen de probóscide funcional o retináculo y, por tanto, no se alimentan. Las polillas poseen otros rasgos morfológicos que se consideran filogenéticamente primitivos. La separación entre las alas anteriores y posteriores es clara y las alas están cubiertas de pelos escamosos. En la base del ala anterior hay un yugum, un pequeño lóbulo que une las alas anteriores y posteriores durante el vuelo. En las hembras, la configuración de los genitales es exoporina, caracterizada por un surco externo a lo largo del cual los espermatóforos se transfieren después del apareamiento, desde la abertura copulatoria (el ostium bursae), hasta el oviporo para la fecundación.